# 蘭瑟姆鎮區 (北卡羅萊納州哥倫布縣)
蘭瑟姆鎮區（英語：Ransom Township）是位於美國北卡羅萊納州哥倫布縣的一個鎮區。

## 地方資料
蘭瑟姆鎮區的面積為208.75平方千米，皆為陸地。根據2020年美國人口普查的數據，當地共有人口4380人，而人口密度為每平方千米20.98人。